# Fritz-Henkel-Park

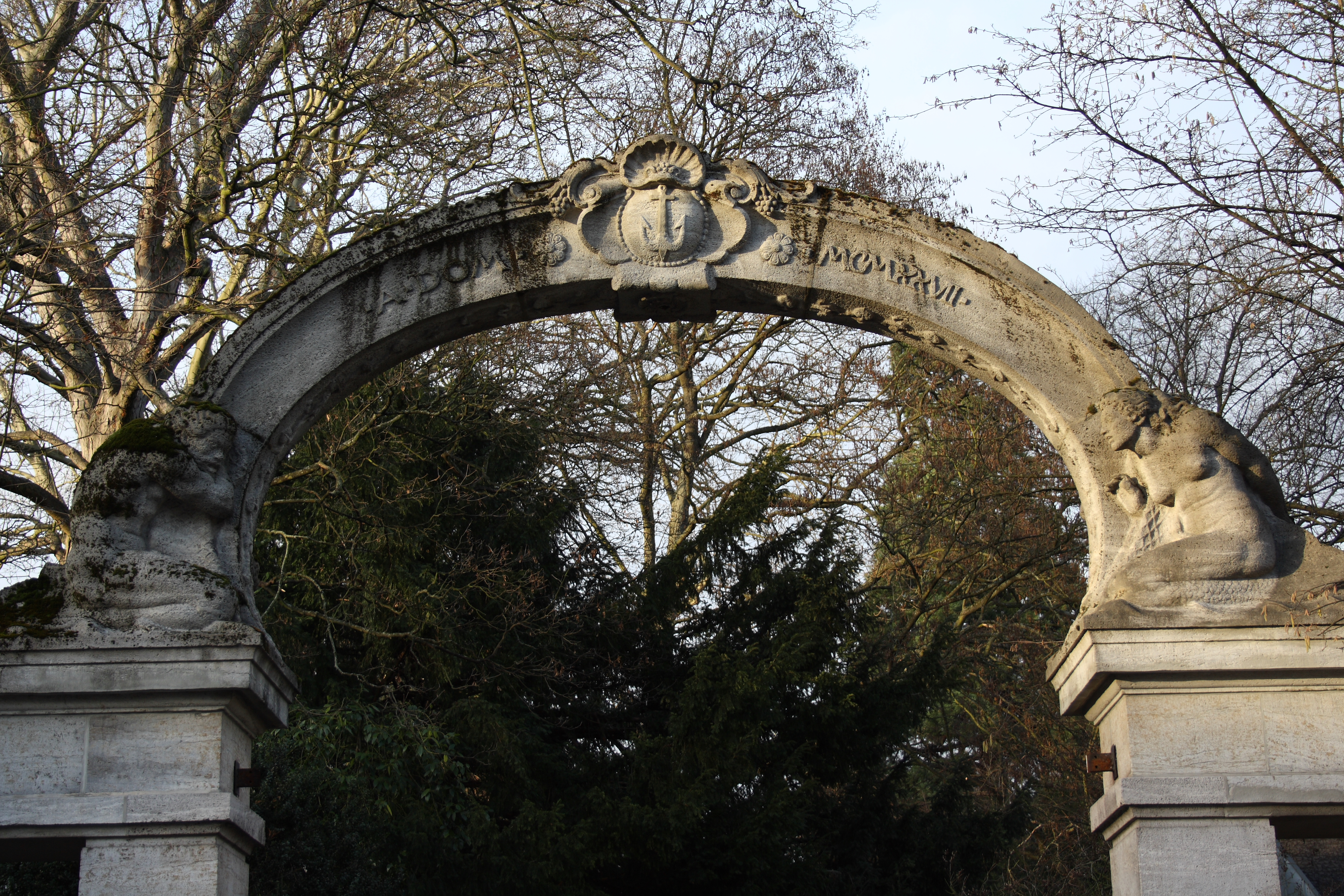
Eingang zum Fritz-Henkel-Park

Der Fritz-Henkel-Park ist eine Parkanlage im Norden von Unkel, einer Stadt im rheinland-pfälzischen Landkreis Neuwied. Er gehört zu den größten Grünanlagen der Stadt und ist als Denkmalzone ausgewiesen.
Das Grundstück wurde 1905 von Fritz Henkel (* 25. Juli 1875 in Aachen; †  4. Januar 1930 in Unkel; bestattet in Düsseldorf), zweiter Sohn des Gründers des Henkel-Konzerns, Friedrich Karl Henkel, unter der Bedingung der Stadt gestiftet, dass es als Parkanlage genutzt wird und der Baumbestand bestehen bleibt. Heute wird der Park auch für kulturelle Veranstaltungen und Bürgerfeste genutzt.

## Villa Henkel
Die im Park gelegene Villa Henkel wurde 1903 von Elisabeth von Werner (geborene Neven DuMont) auf ererbtem Grundstück erbaut und 1915 an Fritz Henkel verkauft. Ein Jahr vor dem Verkauf war dort auch eine Orangerie entstanden. 1927 wurde die Villa im Landhausstil umgebaut, wobei auch die heutige Hofeinfahrt entstand. Nach dem Zweiten Weltkrieg nutzten zunächst Besatzungstruppen das Anwesen. 1960 wurde die Villa aufgrund mangelnder Nutzungsmöglichkeiten abgebrochen. Zu ihren ehemaligen Nebengebäuden gehört ein stattliches Wohnhaus mit Wirtschaftsgebäude, das um 1910 entstand.

### Länderhaus
Nachdem Bonn 1949 vorläufiger Parlaments- und Regierungssitz der Bundesrepublik Deutschland geworden war, mietete das Land Nordrhein-Westfalen die Villa, um hier einen als Länderhaus bezeichneten vorübergehenden Standort für mehrere Landesvertretungen beim Bund und deren Mitarbeiter zu schaffen. Zu diesem Zweck wurde das Anwesen für etwa 170.000 DM neu eingerichtet, die Erbengemeinschaft Henkel stellte aus ihren Beständen wertvolle Teppiche und Gemälde bereit. Das Länderhaus wurde in Form eines Gästehauses geführt, das den Kunden die Kosten für Übernachtung sowie Speisen und Getränken berechnete. Es verfügte über 60 Zimmer, darunter 30 für Repräsentanten der Länder vorgehaltene Betten, sowie mehrere Sitzungsräume, darunter einen Konferenzsaal mit 80 Plätzen. Als die Landesvertretungen im Frühjahr 1950 ihren Sitz fest in Bonn genommen hatten, wurde die Einrichtung in der Villa Henkel obsolet. Im Herbst 1950 stellte das Land Nordrhein-Westfalen den Betrieb des Hauses ein, für das zunächst auch eine anschließende Nutzung als offizielles Gästehaus der Bundesrepublik Deutschland in Betracht gezogen – aber aufgrund des frühen Stadiums der wiedererlangten Staatlichkeit verworfen – wurde. 1951/52 war in der zeitweise auch als Ausstellungsgebäude genutzten Villa die Botschaft von Peru beheimatet (→ Liste der diplomatischen Vertretungen).